# 푸르덴셜 파이낸셜
푸르덴셜 파이낸셜(영어: Prudential Financial)은 미국 뉴저지주 뉴어크에 본사가 있는 다국적 생명보험 회사이다.

## 대한민국과의 관계
대한민국에는 1990년에 푸르덴셜생명보험을 설립하여 진출했으나, 이후 2020년 KB금융그룹이 인수한 것을 거쳐 2023년 KB생명보험과 합병되어 KB라이프가 되면서 완전히 철수하였다. 그밖에도 2004년에는 현대그룹의 현대투자신탁증권과 현대투자산운용을 인수하여 푸르덴셜투자증권과 푸르덴셜자산운용을 운영했으나, 이후 2011년 한화그룹이 인수하여 푸르덴셜투자증권은 한화투자증권이 된 것을 거쳐 2012년 한화증권과 한화투자신탁운용과 합병되어 각각 한화투자증권과 한화자산운용이 되었다.

## 같이 보기
- 프루덴셜 plc